# Жебри-Корди
Жебри-Корди (пол. Żebry-Kordy) — село в Польщі, у гміні Черниці-Борові Пшасниського повіту Мазовецького воєводства.
Населення — 83 особи (2011).
У 1975-1998 роках село належало до Цехановського воєводства.

## Демографія
Демографічна структура станом на 31 березня 2011 року:
|          | Загалом | Допрацездатний вік | Працездатний вік | Постпрацездатний вік |
| -------- | ------- | ------------------ | ---------------- | -------------------- |
| Чоловіки | 41      | 7                  | 27               | 7                    |
| Жінки    | 42      | 7                  | 25               | 10                   |
| Разом    | 83      | 14                 | 52               | 17                   |